# 命運的使命
《命運的使命》，2017年泰國電視劇。2016年12月18日定裝，2017年1月20日開拍、8月10日開機拜神、8月20日全劇殺青，於同年9月6日播出。本劇改編自同名小說，由琵亞達·阿卡拉塞尼製作，措恩·金達科特、婉娜拉·宋提查領銜主演。本劇為該電視台最後一部週三週四檔戲劇節目。2018年4月馬來西亞OTT平台dimsum引進播映。

## 播出時間

### 首播
| 頻道      | 所在地   | 開始播映日期 | 播出時間              | 備註                                       |
| --------- | -------- | ------------ | --------------------- | ------------------------------------------ |
| One 31    | 泰國     | 2017年9月6日 | 每週三至週四20:15播出 | 十月份適逢泰王蒲美蓬逝世一周年而暫停播出。 |
| dimsum.my | 马来西亚 | 2018年4月4日 | 全集上架              | 官方網站（页面存档备份，存于）             |

## 故事大綱
故事講述一個目中無人的傲氣女星家薇（婉娜拉·宋提查 飾演）因故逝世，由於她深沉的怨念致使她無法進入因果輪迴，在巧然的機緣之下，讓她遇見具有陰陽眼的正義記者鐵查（措恩·金達科特 飾演），俗話說不打不相識，兩人起初互不對盤，但在一連串的生死交關後，身處兩界的他們漸漸產生微妙的化學變化，他們能否正視自己的真心？另一方面，家薇的遺體驗出大量毒品反應，其中必然有詭，難道她往生前夕遭遇到什麼不測嗎？鐵查一行人能否挖掘出事件的內幕，替家薇洗刷冤屈呢？

## 登場人物

### 主要角色
| 演員            | 角色           | 介紹 |
| 措恩·金達科特   | 鐵查 (Taechat) | 樂於助「鬼」的社會線記者。 年少時為愛痴狂，忽略孝敬和陪伴父母，因此雙親的意外離世令他自責不已，卻也蛻變成為一個成熟穩重的男人。神奇的是，他從此之後擁有看見鬼魂的特殊能力，不過他最盼望能再度見到逝去的父母，填補當年心中的缺憾...... |
| 婉娜拉·宋提查   | 家薇 (Jaravee) | 驕縱霸道的當紅女明星。 成長路上蒙受父母離異的陰影，讓她活在缺乏溫度的家庭，間接塑造了家薇自私蠻橫的大小姐個性。正值演藝事業的活躍之際，卻戲劇性地死於非命，她渴求陰間使者多留給她一些時間，讓她解開親情和愛情的情感糾葛......         |
| 安茶莎·檬坤沙邁 | 媞陶 (Dridao)  | 爭強好勝的叛逆少女。 從小籠罩在姐姐的明星光環底下，讓她無比厭惡家人，同時導致她周旋在男人之間。家薇死後，她發揮天生「戲」胞，一心想超越姐姐的影壇地位，更希望重回鐵查身邊，留住這個世間僅存的純情男子......                           |
| 佧奴·阿喀拉洽塔 | 巴維 (Bawin)   | 遊走男女間的愛情騙徒。 憑著家薇男友的身分，令他瞬間竄升為一線男星。然而他花心成性，總利用他的陳年演技，四處拈花惹草，更不惜為了名利而出賣良心......                                                                                   |
| 伍迪·米林塔欽達 | 艾蒙 (Arm)     | 貪婪無厭的王牌經紀人。 艾蒙眼光獨到，培植出一票出色影星，只不過他嗜錢如命，總是想方設法地壓榨旗下藝人，與家薇鬧翻後，甚至設下圈套下藥迷昏，處事心狠手辣。                                                                             |

### 次要角色
| 演員                      | 角色                | 介紹 |
| 鞏琶淞·對賢格拉           | 雅妲 (Yada)         | 心思細膩的時尚造型師。 身為家薇在世期間的苦命小跟班，難免令她心有不滿，但她總能理解並包容，也是家薇生前的唯一密友。在得知好友離奇身亡後，她悲痛欲絕，但傷心之餘，雅妲不懼威脅和恐嚇，誓言為家薇伸張正義。                   |
| 馬修·迪安                 | 帕林 (Palin)        | 冷心冷面的陰間使者。 他心如止水，無法理解世俗情感，負責引渡家薇的投胎轉世，同意給她一些時日完成未了的宿命。 |
| 尼替·柴契塔通             | 崁 (Kan)            | 默默無名的小咖演員。 崁出入各個劇組，富有表演熱忱，卻始終只能接下小角色......他原本厭惡家薇眼高於頂的壞脾氣，然而在真正認識這個人後，發現她心善的一面，態度開始轉為同情，並跟著同仇敵愾，願意助她一己之力來找出事故的真相。 |
| 山迪蘇·彭雜湊裡           | 安努普 (Annop)      | 慈藹祥和的柔情硬漢。 早年因理念不同，毅然和琵安霑離婚，而今也遇見自己的靈魂伴侶。雖然與家薇姊妹關係不睦，但打自內心深處極力想關愛和彌補他們。                                                                               |
| 帕維娜·茶梨斯綑           | 琵安霑 (Phiangchan) | 利益至上的冷豔母親。 竭盡心力打點女兒的演藝事業，卻疏於照顧和疼愛，直到家薇驟逝後，才漸漸明白愛的真諦...... |
| 拉契儂傘·楚多             | 蘇達 (Suda)         | 溫柔賢淑的模範妻子。 她心地善良，不求名利，唯一心願便是與丈夫相守到老。 |
| 阿提瓦·舍霖翁·納·艾沃提亞 | 班叔 (Ban)          | 圓融智慧的房屋守護靈。 因為某些機緣，讓他常駐在鐵查家中，總是替茫然的鐵查和家薇提點迷津...... |

## 原聲帶
| 類型   | 歌名         | 主唱  | 作詞 | 作曲 |
| 主題曲 | 明天來臨之前 | S.D.F |      |      |

## 收視率

### 泰國
本劇開播初期強碰熱播劇《道德的火焰》，導致收視持續低迷，9月28日《道》劇播出最終回，全國收視締造8.90%的佳績，反觀本劇僅錄得0.60%。同年10月，泰國正逢國喪期間，所有電視台暫停播出新劇，One 31藉由重播兩部經典作品《毒愛》與《摩羅歌后》逆勢翻轉，一度勇奪全日平均收視冠軍，也順勢帶動本劇復播後收視反彈。11月16日整體平均收視首度超越泰國3台《心之源》的2.30%，大結局也刷新自身紀錄，以2.86%的不凡成績作收。
| 播出日期       | 集數       | 全國收視率 | 全國排名 |
| -------------- | ---------- | ---------- | -------- |
| 2017年9月6日   | 第1集      | 0.90       | 3        |
| 2017年9月7日   | 第2集      | 1.20       | 3        |
| 2017年9月13日  | 第3集      | 0.80       | 3        |
| 2017年9月14日  | 第4集      | 0.70       | 3        |
| 2017年9月20日  | 第5集      | 1.00       | 3        |
| 2017年9月21日  | 第6集      | 0.60       | 3        |
| 2017年9月27日  | 第7集      | 0.80       | 3        |
| 2017年9月28日  | 第8集      | 0.60       | 4        |
| 2017年11月1日  | 第9集      | 1.95       | 3        |
| 2017年11月2日  | 第10集     | 2.10       | 3        |
| 2017年11月8日  | 第11集     | 2.37       | 3        |
| 2017年11月9日  | 第12集     | 2.32       | 3        |
| 2017年11月15日 | 第13集     | 2.30       | 3        |
| 2017年11月16日 | 第14集     | 2.40       | 2        |
| 2017年11月22日 | 第15集     | 2.55       | 3        |
| 2017年11月23日 | 第16集     | 2.86       | 3        |
| 平均收視率     | 平均收視率 | 1.59       | -        |

- 由AGB尼爾森調查，調查範圍是四歲以上收看電視之觀眾。
- 同時段同類型競爭作品：
  - 3頻道：《道德的火焰》/《心之源》
  - 7頻道：《惡魔之眼》/《滿天繁星》/《王夫人的鬼魂》
  - 8頻道：《蒙心匿愛》
  - GMM 25：《黑色童話》

## 作品的變遷
| 泰國 One 31 週三至四20:15-22:00                                            | 泰國 One 31 週三至四20:15-22:00                        | 泰國 One 31 週三至四20:15-22:00 |
| -------------------------------------------------------------------------- | ------------------------------------------------------ | ------------------------------- |
|                                                                            | 命運的使命 （2017.09.06 - 2017.11.23）                 |                                 |
| 幻影天使 （2017.05.25 - 2017.07.20）這該死的愛 （2017.07.26 - 2017.08.31） | 不是男人是女人（週一至四） （2017.11.28 - 2018.01.09） |                                 |